# Wasserschloss Herboldshausen
Das Wasserschloss Herboldshausen ist eine abgegangene Wasserburg am Rande der Höfe von Herboldshausen, einem Ortsteil der Stadt Kirchberg an der Jagst im Landkreis Schwäbisch Hall in Baden-Württemberg.
Die Burg wurde in der 2. Hälfte des 13. Jahrhunderts für die Herren von Crailsheim errichtet und Ende des 14. Jahrhunderts aufgegeben.
Von der nicht mehr lokalisierbaren ehemaligen kleinen mittelalterlichen Burganlage ist nichts erhalten.